# Jeff Alexander
Jeff Alexander (2 de julio de 1910, Seattle - 23 de diciembre de 1989, ibíd.) fue un compositor, autor, conductor y arreglista estadounidense. Fue educado en el Conservatorio Becker, y estudió luego con Edmund Ross y Joseph Schillinger. Por su trabajo en "The Seeing Eye", fue nominado por el New York International Film Fest Award. Consiguió un contrato con la ASCAP in 1952, y sus colaboraciones musicales incluyen a Jack Brooks y Larry Orenstein. Sus canciones populares incluyen "Soothe My Lonely Heart"; "The Wings of Eagles"; "Ballad for Beatnicks"; "Troubled Man"; and "Blues About Manhattan". His classicel works include "Yellow & Brown" (for symphony orchestra); "Divertimento for Viola, Piano"; y "Suite for Flute, Strings".

## Filmografía como compositor
Caravana de mujeres (Westward the Women, 1951) de William A. Wellman
Fort Bravo (Escape from Fort Bravo, 1953) de John Sturges
Rapto (Ransom!) (1954) de Alex Segal
El solterón y el amor (The Tender Trap, 1955) de Charles Walters
Un extraño en el paraíso (Kismet) (1955) de Vincente Minnelli.
El rifle del forastero (Gun Glory, 1957) de Roy Rowland
Escrito bajo el sol (The Wings of Eagles, 1957) de John Ford
Furia en el valle (The Sheepman, 1958) de George Marshall
Alfred Hithcock Presents Music To Be Murdered By (1958) con la colaboración de Alfred Hitchcock
Más rápido que el viento (Saddle the Wind, 1958) de Robert Parrish
Chicago Año 30 (Party Girl) (1959) de Nicholas Ray
Empezó con un beso (It Started With a Kiss, 1959) de George Marshall
Todas las mujeres quieren casarse (Ask Any Girl, 1959) de Charles Walters
Un muerto recalcitrante (The Gazebo, 1959) de George Marshall
Los jóvenes caníbales (All the Fine Young Cannibals) (1960) de Michael Anderson
Piso de lona (Kid Galahad, 1962) de Phil Karlson
Los desbravadores (The Rounders, 1964) de Burt Kennedy
Doble problema (Double Trouble, 1967) de Norman Taurog
Cambalache (Clambake) (1967) de Arthur H. Nadel
Las pistolas del infierno (Day of the Evil Gun, 1968) de Jerry Thorpe
Pista de carreras (Speedway) (1968) de Norman Taurog
También un sheriff necesita ayuda (Support Your Local Sheriff, 1968) de Burt Kennedy
Duelo de pillos (Dirty Dingus MaGee) (1970) de Burt Kennedy
Barnaby Jones (1973) de Corey Allen
Las rescatadoras (The New Daughters of Joshua Cabe, 1976) de Bruce Bilson
The Wild Wild West Revisited (1979)
The Brown Bunny (2003)